# Louisy Joseph
Louisy Joseph, nome d'arte di Lydy Louisy-Joseph (Vénissieux, 14 aprile 1978), è una cantante francese, originaria della Martinica.

## Carriera

### Le L5
Nel 2001 si presenta alle audizioni della prima edizione di Popstars in Francia dove colpisce la giuria per il suo carisma e la sua determinazione. Lydy si fa strada nel programma fin a riuscire a vincere la competizione insieme ad altre quattro ragazze e formare così il gruppo delle L5.
Con le L5 pubblica tre album in studio (L5, Retiens-Moi e Turbulences), un album live (Le Live), una raccolta (Best Of) e una diversa serie di singoli di successo. Nel 2007 il gruppo si scioglie ufficialmente.

### Il debutto solista:La saison des amours
Lydy dopo lo scioglimento delle L5 attraversa un periodo abbastanza difficile per motivi personali, ma nonostante questo incomincia a lavorare ad un progetto solista. Successivamente, sotto consiglio di un amico, contatta il compositore Pascal Obispo e tra i due comincia un rapporto lavorativo.
Successivamente viene messa sotto contratto dalla Warner Music France. Decide cambiare anche nome di scena: da Lydy (come era conosciuta nelle L5) a Louisy Joseph. Anche il genere cambia, infatti Louisy si concentra su un genere più vicino al soul, al reggae e al pop acustico, decisamente in contrasto con il pop elettronico e moderno delle L5.
Il 14 aprile 2008 viene pubblicato il suo primo album solista La saison des amours. L'album viene promosso dal singolo di debutto Assis par terre, che raggiunge la terza posizione nella classifica francese, ottenendo molto successo anche in Belgio e Svizzera.
L'album raggiunge la posizione #25 in Francia, riuscendo ad entrare in top 100 anche in Svizzera e Belgio.
Dall'album vengono successivamente estratti altri due singoli: Mes insomnies e Imagine de John Lennon e nel 2009 Louisy parte per il suo primo tour da solista in giro per la Francia.

### Il secondo album:Ma radio
Il 20 aprile 2012 pubblica il singolo Chante, accompagnato da un videoclip girato nel deserto della California. Il brano presenta un'evoluzione rispetto al primo disco della cantante, presentando sfumature Elettropop.
Il brano ha anticipato il secondo album solista di Louisy: Ma radio, pubblicato il 9 luglio 2012 di genere prevalentemente pop e reggae.
Il disco contiene tra l'altro anche il pezzo Pick Up the Pieces (Je te suivrai), duetto bilingue con il cantante statunitense Jason Derulo, pubblicato come singolo promozionale. Nel disco si può trovare anche una cover di There Must Be an Angel, celebre brano degli Eurythmics.
Il disco in classifica non ebbe i risultati del precedente, fermandosi solo alla #74 in Francia e mancando la top 100 in Belgio e Svizzera.
Ad ottobre del 2012 lancia il secondo singolo ufficiale: Le message de nos pères.
Il 27 febbraio 2013 pubblica un videoclip ufficiale per il brano Le Prix A Payer.

## Discografia

### Da solista

#### Album
- 2008 - La saison des amours
- 2012 - Ma radio

#### Singoli
- 2008 - Assis par terre
- 2008 - Mes insomnies
- 2009 - Imagine de John Lennon
- 2012 - Chante
- 2012 - Le message de nos pères